# Krafla
Krafla je vulkanický komplex na severu Islandu o délce přibližně 100 kilometrů. Stejnojmenný centrální vulkán s nadmořskou výškou 818 metrů a s četnými krátery dominuje celé oblasti Mývatn. Přibližně 10 km široká kaldera vznikla asi před 100 000 lety, což dokládají formace ryolitových tufů z tohoto období. V minulosti byla aktivní např. v letech 1724–1729, naposledy v letech 1975–1984. Kalderu protíná zlomový systém ve směru sever–jih, který je příčinou všech sopečných aktivit v regionu.

## Fotogalerie

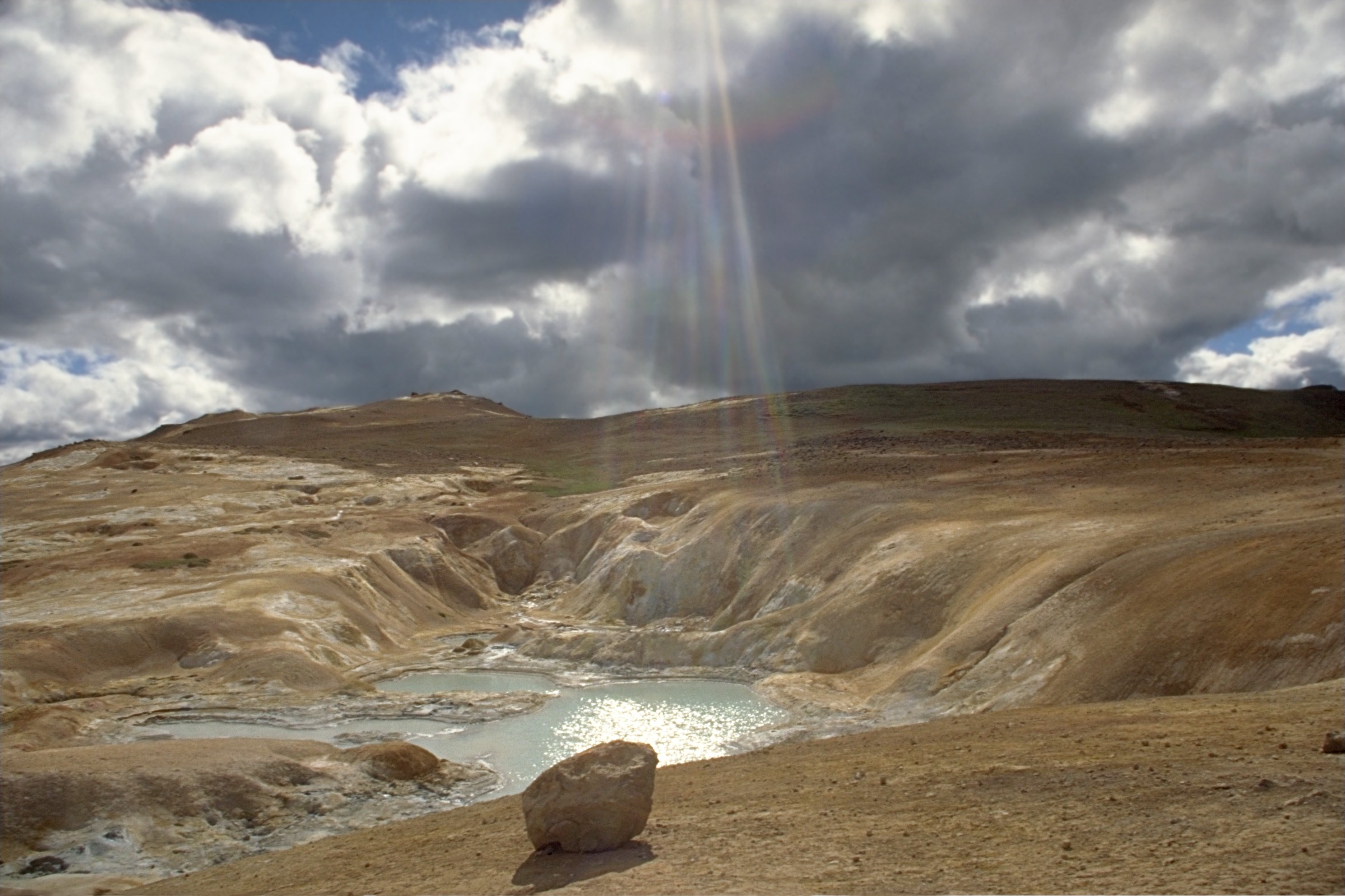
Vulkanický komplex Krafla – Leirhnjúkur
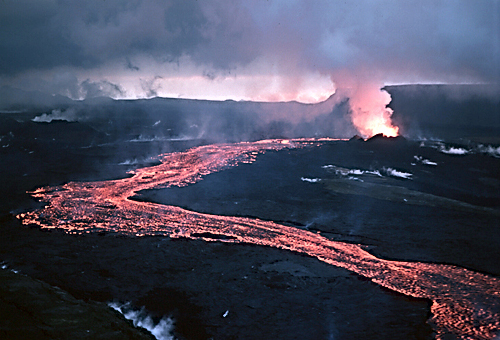
Vytékající láva z kráteru Krafla, erupce v roce 1984
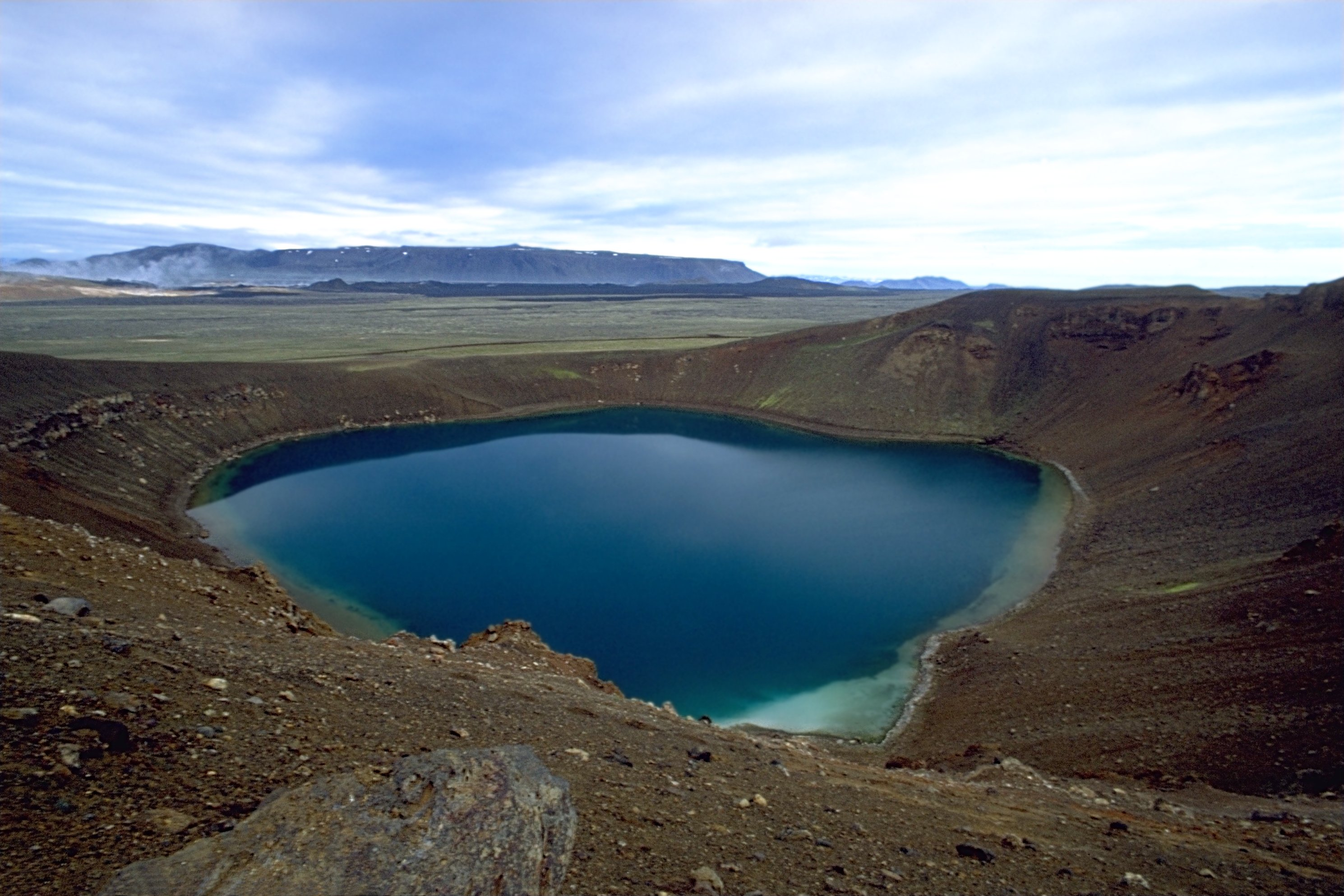
Krafla – kráter Víti